# Sư tử biển California
Sư tử biển California (danh pháp khoa học: Zalophus californianus) là một loài động vật có vú trong họ Otariidae, bộ Ăn thịt. Loài này được Lesson mô tả năm 1828.
Con đực có thân dài tới 2,5-2,7 m và cân nặng lên đến 523 kg, còn con cái thường có chiều dài khoảng 2,1 và cân nặng lên đến 100 kg.
Đây là loài bản địa miền tây Bắc Mỹ. Đây là một trong năm loài sư tử biển. Môi trường sống tự nhiên của chúng dao động từ phía đông nam Alaska đến trung bộ México, bao gồm vịnh California. Loài sư tử biển này lưỡng hình giới tính, con đực lớn hơn con cái, và có cổ dày chóp lông đầu nhô lên. Chúng chủ yếu trườn trên bãi cát hay đá, nhưng chúng cũng thường trườn trên các môi trường nhân tạo thường xuyên như bến du thuyền và bến cảng. Sư tử biển ăn một số loài cá và mực, và bị cá voi sát thủ và cá mập trắng săn bắt.
Sư tử biển California có kiểu sinh sản đa thê. Từ tháng năm tới tháng tám, con đực lập vùng lãnh thổ và cố gắng để thu hút con cái để giao phối. Con cái được tự do di chuyển giữa các vùng lãnh thổ, và không bị con đực ép buộc. Hải cẩu mẹ chăm sóc cho hải cẩu con ở giữa các chuyến đi tìm kiếm thức ăn. Sư tử biển mẹ ở lại với con cái trên bờ trong 10 ngày và cho chúng bú. Sau đó, những con cái sẽ đi kiếm ăn kéo dài đến ba ngày, quay trở lại để chăm sóc con cái của chúng trong tối đa một ngày. Sư tử biển con bị bỏ lại trên bờ có xu hướng tụ tập thành nhóm để giao lưu và chơi đùa. Khi trở về sau một chuyến đi, những con sư tử biển mẹ gọi sư tử biển con bằng những tiếng kêu đặc biệt mà con non đáp lại bằng tiếng kêu. Sư tử biển mẹ và sư tử biển con có thể phân biệt tiếng gọi của nhau với tiếng gọi của các cặp mẹ con khác. Lúc đầu, những cuộc đoàn tụ phần lớn phụ thuộc vào công sức của những con hải cẩu mẹ. Tuy nhiên, khi sư tử biển con lớn hơn, chúng tham gia nhiều hơn vào các cuộc đoàn tụ. Sư tử biển giao tiếp bằng rất nhiều các âm thanh, đặc biệt là với các tiếng kêu gầm và tiếng kêu mẹ với con. Bên ngoài mùa sinh sản, sư tử biển dành nhiều thời gian của chúng trên biển, nhưng chúng lên bờ để thay lông.
Sư tử biển California đặc biệt thông minh, có thể được huấn luyện để thực hiện các nhiệm vụ khác nhau và ít sợ con người nếu quen biết. Bởi vì điều này, sư tử biển California là một lựa chọn phổ biến để biểu diễn cho công chúng trong các vườn thú, rạp xiếc và bể nuôi sinh vật biển, và Hải quân Hoa Kỳ huấn luyện cho các hoạt động quân sự nào đó. Liên minh Quốc tế Bảo tồn Thiên nhiên (IUCN) liệt kê các loài này là loài ít quan tâm do sự phong phú của chúng.

## Hình ảnh

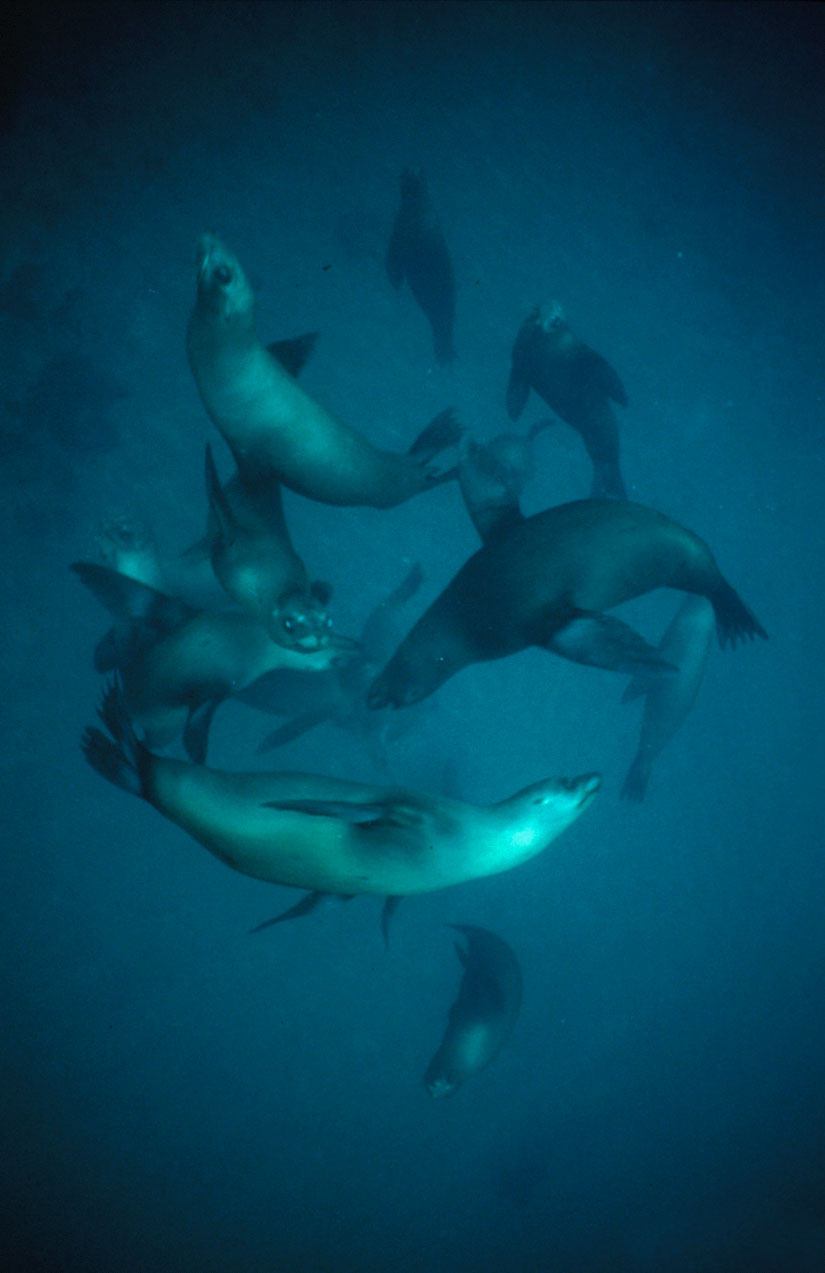
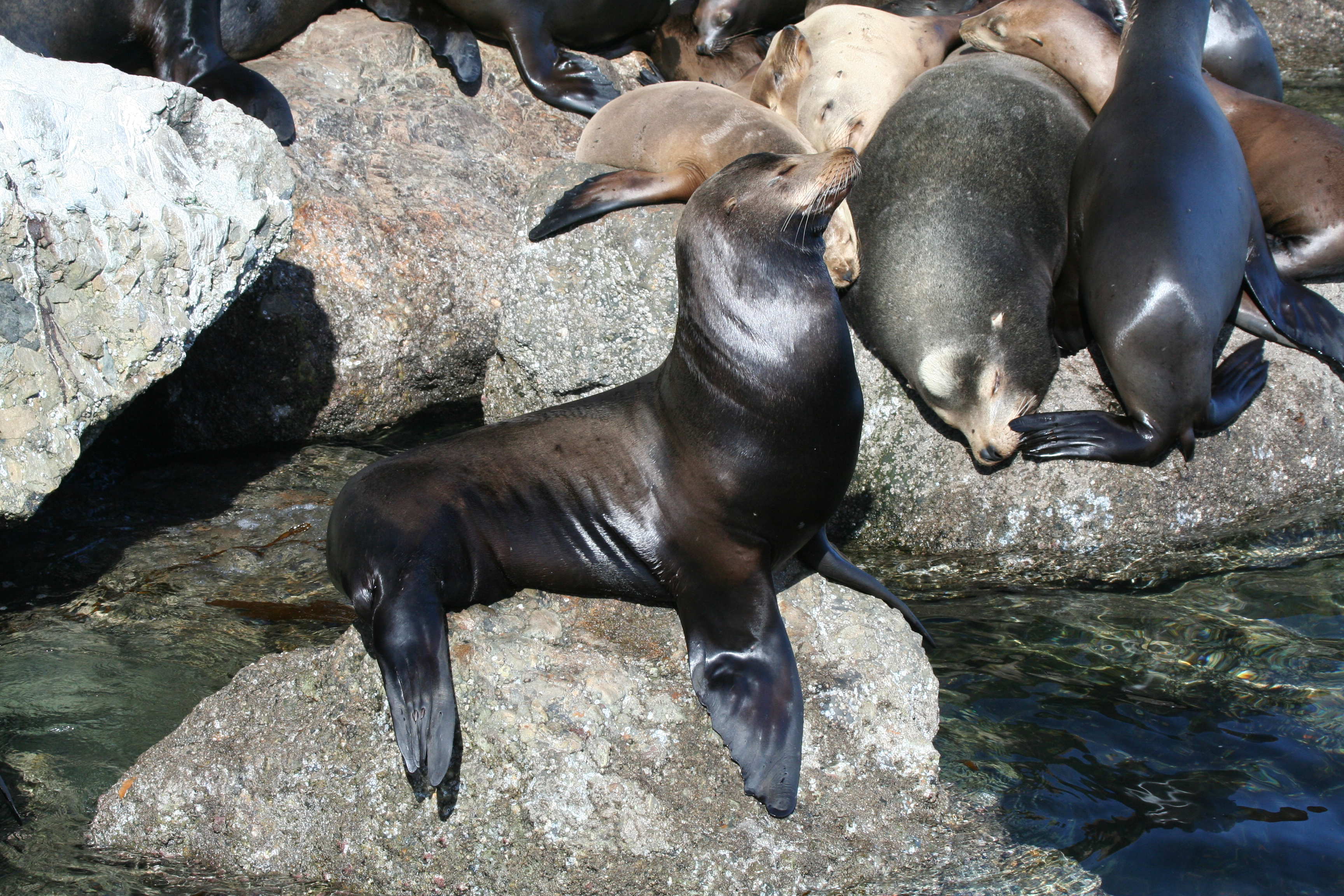
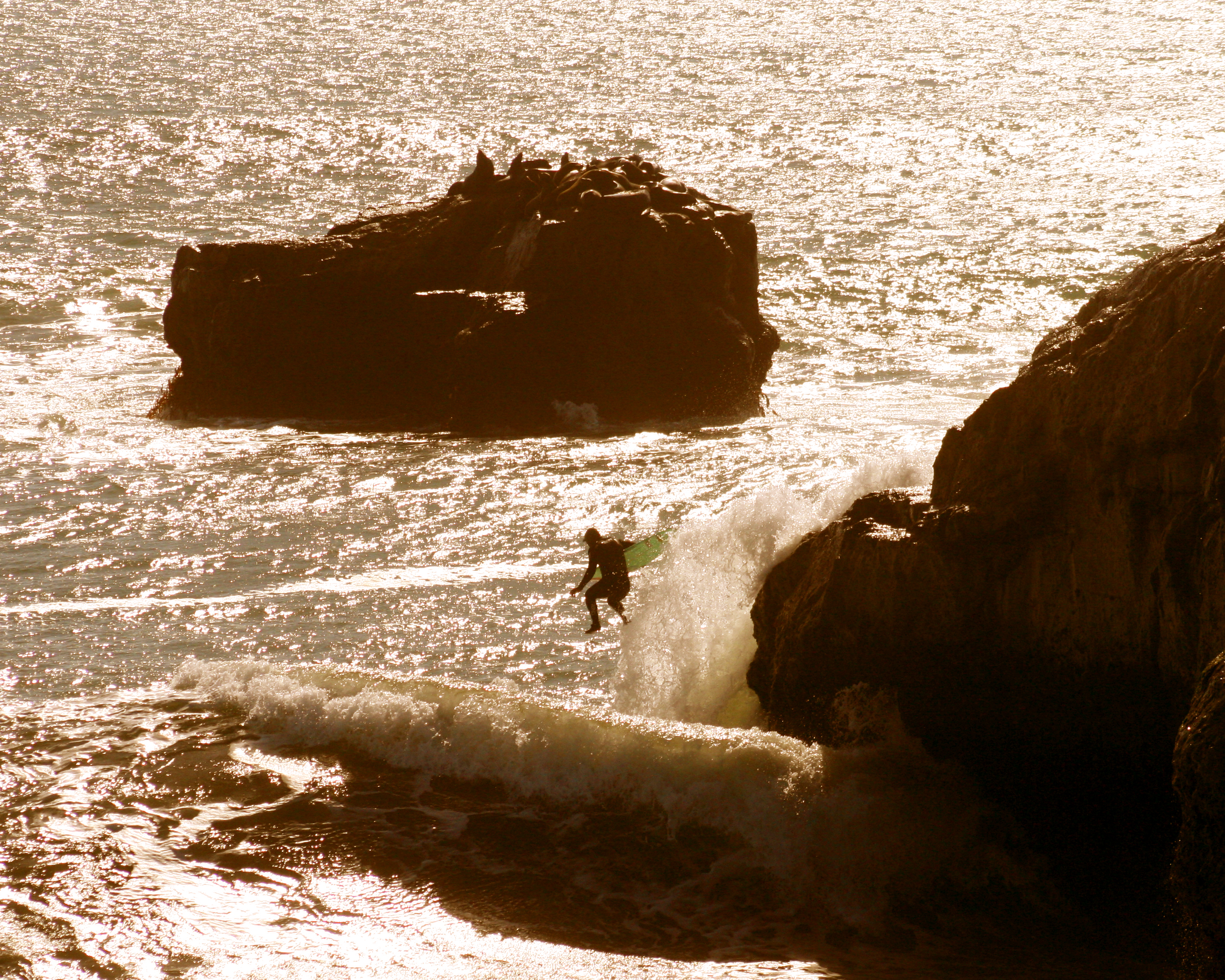
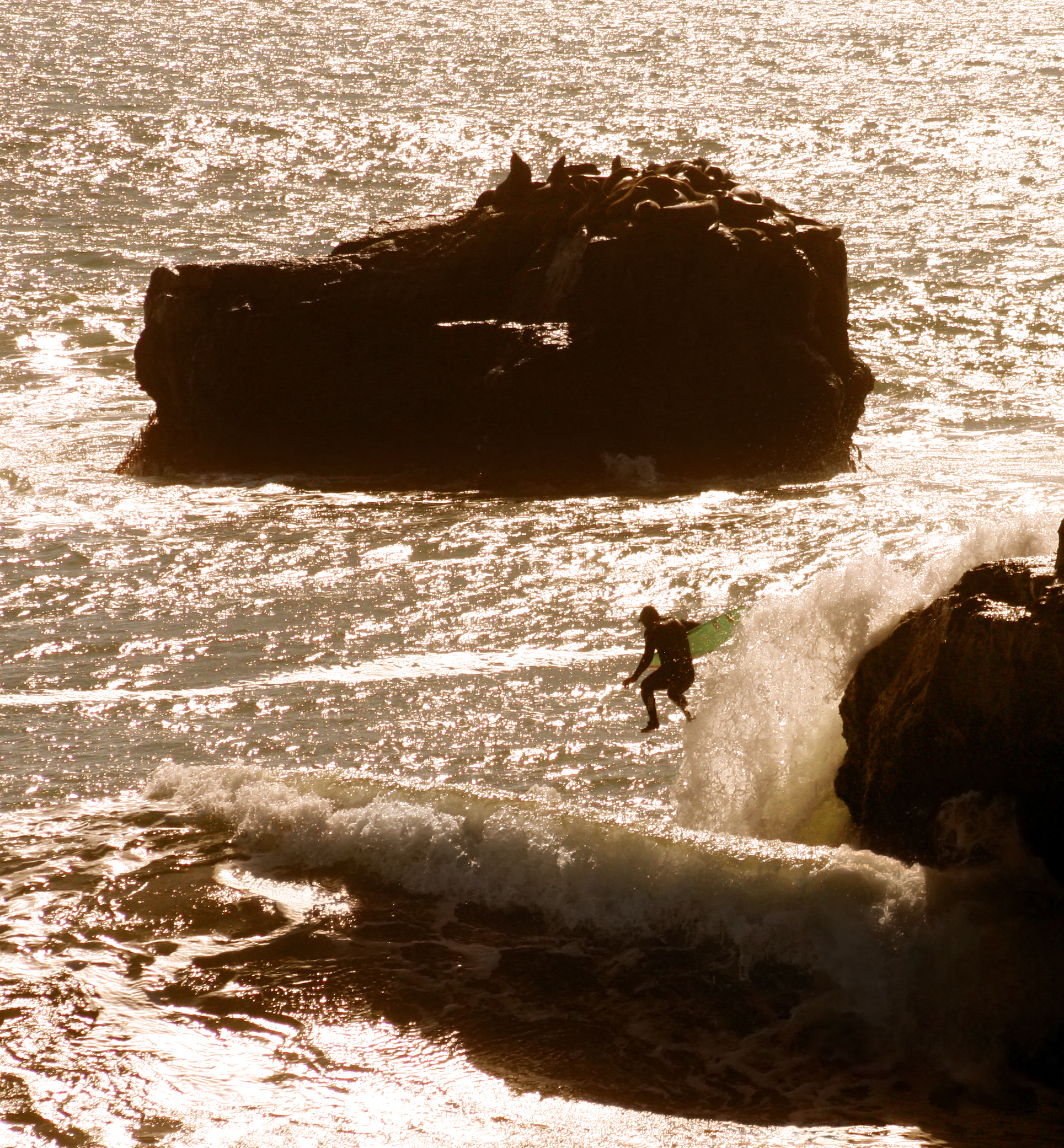